# Yellow Submarine (Club)

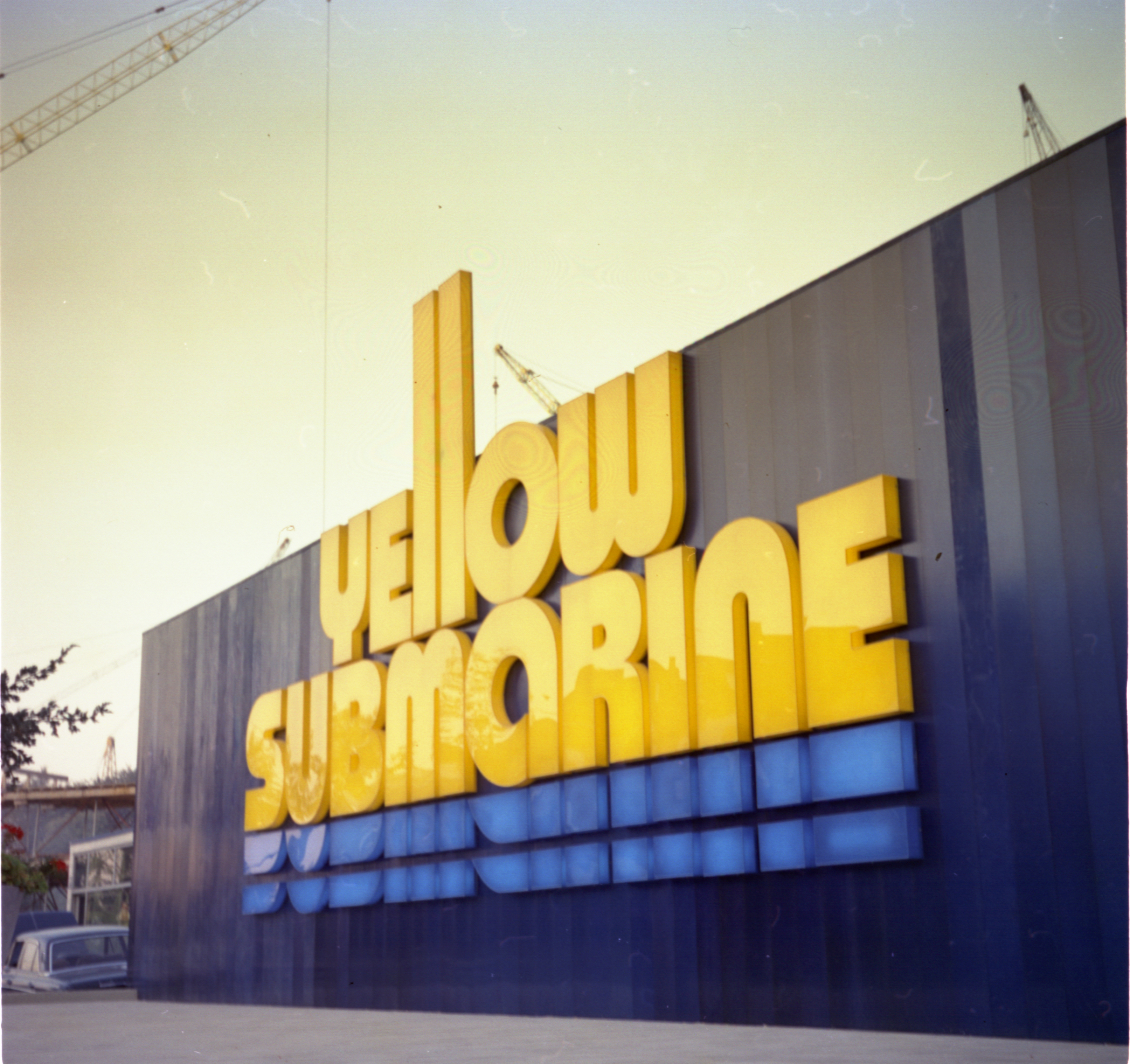
Das Yellow Submarine (1974)

Das Yellow Submarine war ein Nachtclub und eine Diskothek im Münchner Stadtteil Schwabing, etwas nördlich des heutigen Schwabinger Tors. Heute beginnt dort die Grünanlage Berliner Straße.

## Geschichte

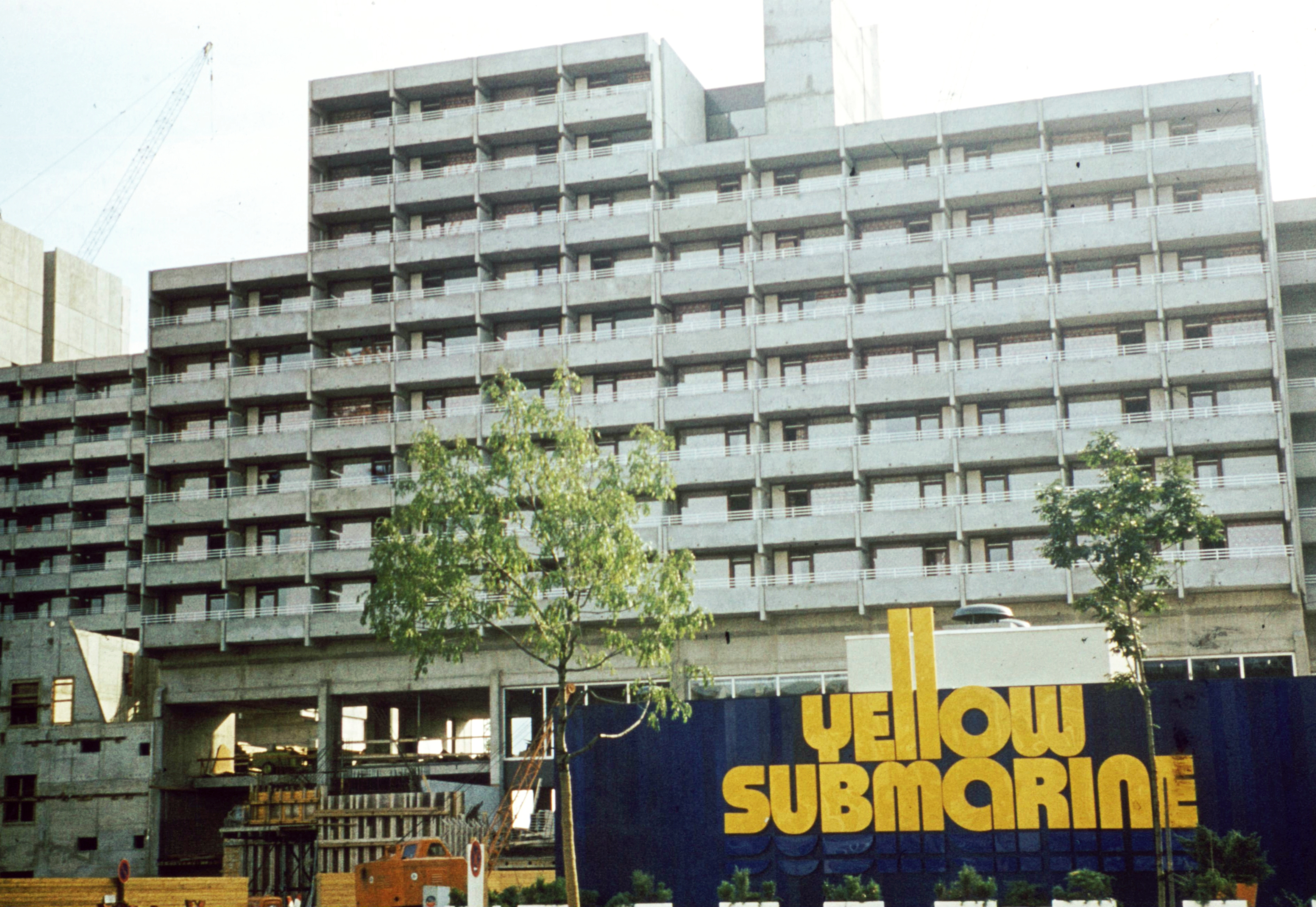
Der Club während des Baus an umliegenden Hochhäusern (1972)

Das Yellow Submarine, auch „Haifischdisko“ genannt, eröffnete am 2. April 1971 als Teil eines Gesamtkomplexes, das 1973 durch das Einkaufs- und Freizeitzentrum Schwabylon komplettiert wurde. Die Konzeption der Diskothek war zum damaligen Zeitpunkt in Europa eine Sensation, und sie wurde über Nacht in ganz Deutschland berühmt. Das Yellow Submarine lag südlich des Schwabylons und wurde für das angeschlossene Hotel zum Verkaufsschlager. In den ersten Jahren verzeichnete die Diskothek Spitzenumsätze. Der Name bezog sich auf den Beatles-Song von 1966.
Der dreistöckige Club war wie eine Art Taucherglocke von einem Aquarium umgeben, durch Bullaugen konnte man 36 Haie und einige Riesenschildkröten sehen, die am Golf von Mexiko gefangen wurden und hier in 650.000 Liter Meerwasser schwammen. Der Club hatte Anklänge an ein U-Boot oder Schiff, mit gelben Ledersitzen, Reling und einer Treppe, die drei Stockwerke in einem neun Meter hohen und offen Raum miteinander verband. Architekt war Werner Eyerer (ca. 1937–2007). Der Eintritt kostete sechs DM, angeboten wurden Haiflossensuppe und gegrillter Hai. Die tägliche Ernährung der bis zu 1,80 Meter langen Meerestiere kostete an die 500 Mark.
Später wurde der Club renoviert und ca. 1983 in Aquarius umbenannt. Es wurde bis in die 2000er Jahre sporadisch für Veranstaltungen genutzt und konnte über das Holiday Inn-Hotel gebucht werden. Eine letzte längerfristige regelmäßige Nutzung als Club erlebte er als „Fridays“ in den 90er Jahren. Das Gebäude wurde 2013 für den Bau des Schwabinger Tors abgerissen, nachdem eine Initiative erfolglos versucht hatte, die Diskothek als Baudenkmal zu retten.

## Nutzung als Filmdrehort
- In den Folgen 77 (1974) und 93 (1975) der ZDF-Krimi-Serie Der Kommissar diente das Yellow Submarine als Drehort, samt den Haifischen und mit 70er-Jahre-Sound als Hintergrundmusik.[6]

## Ausstellungen
- Die Ausstellung Nachts. Clubkultur in München im Münchner Stadtmuseum (2022–2024) zeigte Fotos des Innenraums.
- Im Jahr 2018 wurde der Club in Bild und Wort in der Ausstellung Night Fever im Vitra Design Museum als einziger deutscher Beitrag der frühen Zeit präsentiert, als Musterbeispiel für die seit 1960 erblühte Club- und Popkultur.[6]